# 처음처럼 (책)
《처음처럼》은 성공회대학교 석좌교수인 문학가 신영복이 쓴 서화 에세이집이다. 2007년에 랜덤하우스코리아에서 나왔다.
《감옥으로부터의 사색》을 낼 때, 통일혁명당 사건으로 수감 중이라 검열 때문에 집필에 제한이 있어 아쉬웠던 것과 신문에 연재된 기행문과 같은 공적 글쓰기에서 벗어나 자유롭게 쓴 글과 그림이 수록되어 있다.